# Paralabrax clathratus

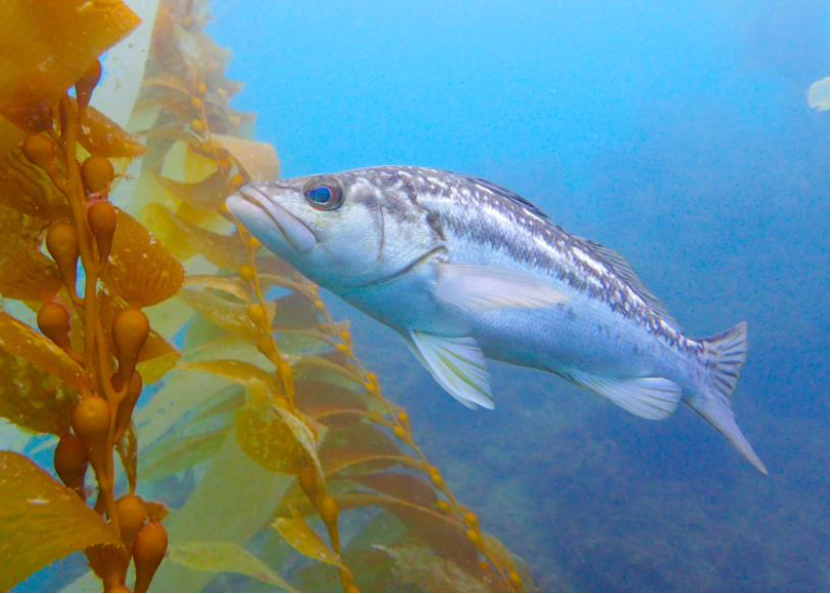
Foto do Paralabrax clathratus na natureza.

Paralabrax clathratus é uma espécie de peixe marinho da classe Actinopterygii, da subfamília Serraninae [en], classificada como parte da família Serranidae, que inclui as garoupas e os peixes da subfamília Anthiinae. É encontrada no leste do Oceano Pacífico Norte, onde é uma espécie importante para a pesca recreativa e comercial.

## Descrição
O Paralabrax clathratus tem um corpo alongado, relativamente profundo e comprimido, com um focinho pontiagudo e uma boca grande e voltada para baixo. A boca se estende para trás até a linha central da pupila e a mandíbula inferior se projeta para formar parte do focinho. Há dentes em todo o céu da boca. As margens do pré-óculo têm serrilhas finas. Há um grande espinho na borda da cobertura branquial. A nadadeira dorsal tem 10 espinhos e 13 a 14 raios moles, o terceiro e o quarto espinhos são os mais longos, ambos com quase o dobro da altura do segundo espinho. A nadadeira anal tem 3 espinhos e 7 raios moles. A nadadeira caudal é truncada, embora a margem possa ser ondulada. Os peixes filhotes são de cor marrom-clara, enquanto os adultos são marrons a verde-oliva, desbotando ventralmente. A parte dorsal da cabeça tem manchas amarelas claras, enquanto a parte dorsal do corpo é padronizada com manchas pretas, brancas e/ou verde-oliva. Ao longo do dorso, há fileiras de manchas brancas em forma de retângulo. Todas as nadadeiras são amarelas nas pontas. Os machos podem desenvolver uma coloração laranja na mandíbula inferior e no queixo durante a época de acasalamento. Ele também pode mudar de cor dependendo do ambiente em que se encontra. Por exemplo, os peixes que passam da floresta de algas para o oceano aberto podem mudar de verde-escuro ou marrom para verde-pálido. Mudanças de cor semelhantes ocorreram quando o Paralabrax clathratus foi artificialmente removido de seu habitat e colocado em locais para estudo. Devido à falta de dimorfismo sexual, é impossível distinguir machos e fêmeas pela visão. O Paralabrax clathratus pode ser fenotipicamente semelhante a outras espécies de robalo da América do Norte. Uma característica distintiva dessa espécie em relação a outros robalos é que o Paralabrax clathratus tem manchas malhadas ou multicoloridas sob o ventre. Ele também é, de longe, a maior espécie de seu gênero. Ele atinge um comprimento total máximo de 72 centímetros e um peso máximo publicado de 7 kg. Aproximadamente 40% de todos os Paralabrax clathratus vivos em um determinado momento têm de 200 a 250 milímetros de comprimento. Os dados de tamanho foram coletados por meio de pesquisas de aprisionamento de 38.875 indivíduos ao longo de 39 anos.

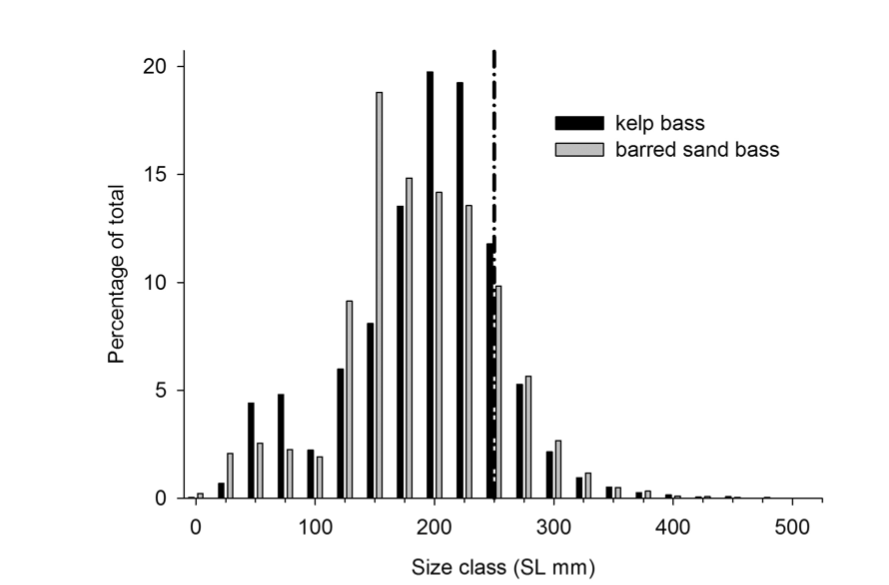
Distribuição de frequência de comprimento para uma população de 17.033 Paralabrax clathratus. Medido usando o monitoramento de aprisionamento de usinas de energia de 1979 a 2010. A linha tracejada representa o limite mínimo de tamanho para manter uma captura. (As medidas não incluem a nadadeira caudal).

## Distribuição
O Paralabrax clathratus é encontrado no leste do Oceano Pacífico Norte, na costa oeste da América do Norte. Sua distribuição se estende do centro da Califórnia ao sul até a ponta sul da Baixa Califórnia. Antigamente, era encontrado até o norte da foz do rio Columbia, na fronteira entre os estados de Oregon e Washington, mas agora é raro em qualquer lugar ao norte de Point Conception, na Califórnia.

Mapa da área de distribuição do Paralabrax clathratus.

## Habitat e biologia
O Paralabrax clathratus é encontrado em profundidades entre 0 e 61 metros, embora normalmente permaneça entre 2,7 e 21,3 metros abaixo da superfície. Eles apresentam uma forte associação com algas e quase sempre são encontrados habitando florestas de algas e estuários. Eles também podem residir em recifes rochosos próximos à costa. Eles utilizam uma variedade de micro-habitats dentro desse habitat para alimentação, abrigo e reprodução; por exemplo, os filhotes se escondem entre as lâminas de algas e entre as algas marinhas na zona entremarés. Os adultos preferem águas mais profundas, aventurando-se em habitats rochosos, onde seu tamanho maior lhes dá alguma proteção contra a predação. O Paralabrax clathratus desova no final da primavera até o início do outono, com a temporada de desova atingindo o pico no verão. Ao desovar, os adultos formam agregações de até 200 peixes, mas mais comumente com cerca de 50 indivíduos. Devido a essas agregações, o Paralabrax clathratus é mais comumente pescado durante os meses de junho, julho e agosto. Praticamente nenhum peixe é capturado de outubro a abril, quando as agregações de desova cessam. As agregações são normalmente formadas em torno de uma estrutura natural ou artificial, como o dossel da floresta de algas ou cais, e ocorrem em profundidades de 8 a 18 metros. Os peixes acasalados se dividem em grupos menores, nos quais uma fêmea grávida nada até o substrato e os machos fazem demonstrações de cortejo sexual esfregando-se em seus flancos e mordiscando suas nadadeiras. Durante o acasalamento, as fêmeas mudam de cor para cinza-escuro ou preto na parte superior do corpo e branco brilhante na parte inferior, enquanto os machos também escurecem para uma cor geral de carvão, quebrada por barras verticais pretas e manchas brancas. Além disso, cerca de 75% dos machos desenvolvem um focinho laranja durante a época de acasalamento. Os machos e as fêmeas liberam o esperma e os ovos ao mesmo tempo, normalmente desovando entre 32 minutos antes do pôr do sol e 120 minutos após o pôr do sol. Eles são capazes de liberar óvulos e esperma várias vezes em uma única noite. Não há correlação conhecida entre o tamanho do macho e a participação em agregações de desova. É interessante notar que a atividade de desova tende a atingir o pico todos os meses na época da lua cheia. A razão para isso permanece um mistério, embora tenha sido sugerido que a desova durante as marés altas associadas à lua cheia possa aumentar o sucesso da fertilização. Após a desova, os ovos eclodem em 36 horas. Em seguida, há uma fase larval pelágica que dura de 25 a 36 dias, antes de os peixes “se estabelecerem” ou saírem da fase larval e se transformarem em filhotes. Os filhotes permanecem na floresta de algas para se protegerem de predadores. À medida que amadurecem, eles se aventuram no oceano aberto. Eles crescem em média 0,59 milímetros por dia durante os primeiros 90 dias de suas vidas. A maior parte do crescimento do Paralabrax clathratus ocorre durante os primeiros anos de vida, mas eles têm crescimento indeterminado. Os machos atingem a maturidade sexual entre 2 e 4 anos de idade e metade deles está madura quando atinge 22 centímetros de comprimento. As fêmeas atingem a maturidade sexual entre 2 e 5 anos de idade e metade delas atinge a maturidade aos 22,6 centímetros. O Paralabrax clathratus macho e fêmea crescem em comprimento na mesma proporção. Sua vida útil máxima registrada é de 34 anos, mas a maioria não vive nem perto disso. Usando essa idade máxima como referência, estudos descobriram que, em média, cerca de 17,6% dos Paralabrax clathratus morrem de causas naturais a cada ano. Isso não inclui a morte por pesca. Eles raramente passam dos 15 anos de idade na natureza. A fim de coletar dados sobre o crescimento e o histórico de vida do Paralabrax clathratus, os cientistas mergulharam ao longo de transectos e registraram o número de peixes que viram em um raio de 3 metros e seus tamanhos. Os peixes que tinham entre 1,5 e 2 centímetros de comprimento foram considerados recém-recrutados, os peixes de 2,1 cm a 10 cm de comprimento foram considerados filhotes e os peixes de 10,1 cm a 15 cm foram considerados subadultos. Qualquer peixe com mais de 15 cm de comprimento foi considerado um adulto.
Essa espécie é predominantemente diurna, mas pode permanecer ativa durante o dia e a noite. Os indivíduos são fiéis às suas áreas de residência, que têm em média cerca de 3.000 metros quadrados, mas podem ter de 33 a 11.224 metros quadrados. Eles podem permanecer na mesma área por até 3 anos. Os canais de areia de Barron podem atuar como uma barreira para sua movimentação. Os dados sobre a movimentação e o alcance do Paralabrax clathratus são coletados por meio de rastreamento acústico. Essencialmente, os indivíduos são capturados e anestesiados. Um transmissor acústico é então inserido entre as nadadeiras pélvicas e o respiradouro. Os peixes são então pesados, medidos e marcados para identificação externa. Depois que os peixes são soltos, o rastreamento é realizado em um pequeno barco equipado com um hidrofone e um receptor. A localização de cada peixe é registrada a cada 15 minutos por até um mês. Os peixes mais jovens são menos fiéis ao local do que os indivíduos mais velhos e se deslocam por distâncias maiores. Isso pode ocorrer porque sua dieta muda à medida que amadurecem. Os filhotes são mais diurnos, já que o zooplâncton é mais abundante durante o dia e seu tamanho pequeno significa que estão sujeitos a maior predação, por isso se refugiam entre as algas. Os subadultos são mais ativos à noite e têm uma dieta mais diversificada, com suas presas preferidas sendo mais ativas à noite. Quando adultos, o Paralabrax clathratus se alimenta de pequenos peixes, crustáceos, moluscos e outros pequenos consumidores primários. No inverno, suas opções de alimentação são muito mais limitadas do que no verão, e muitos Paralabrax clathratus passam fome. Quando não há carne disponível, às vezes eles são forçados a depender de algas. O principal predador do Paralabrax clathratus adulto é o robalo-gigante (Stereolepis gigas), cuja população aumentou significativamente nos últimos anos. O Paralabrax clathratus normalmente é solitário, mas forma agregações em águas pelágicas ou na desova e caça em grupo. As principais presas dos filhotes são o plâncton e pequenos invertebrados bentônicos, incluindo pequenos crustáceos, equinodermos da classe Ophiuroidea e pequenos peixes. Todas as idades se alimentam de zooplâncton se ele for abundante.

## Conservação

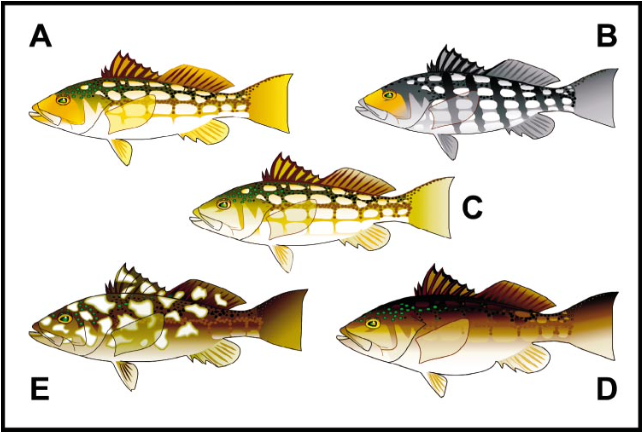
Vários padrões de coloração do Paralabrax clathratus.

O Paralabrax clathratus é classificado como o segundo generalista mais abundante em águas rasas da Califórnia e não é oficialmente considerado ameaçado de extinção em nenhuma parte de seu habitat. Entretanto, sua sobrevivência está ameaçada pelas flutuações nas temperaturas da superfície do oceano e pela pesca predatória. Atualmente, as áreas marinhas protegidas são os únicos locais em que a pesca do Paralabrax clathratus é ilegal. Em 2024, apenas 16,1% das águas territoriais da Califórnia eram designadas como áreas marinhas protegidas. De 1974 a 2014, uma redução de 97% na abundância de Paralabrax clathratus foi observada no sul da Califórnia usando dados de monitoramento de aprisionamento. O aquecimento e a acidificação do oceano podem causar estragos nos ecossistemas da floresta de algas. O calor excessivo e a falta de nutrientes podem fazer com que as folhas das algas murchem em massa. Os consumidores primários que se alimentam de algas morrerão após perderem sua principal fonte de alimento. Consumidores secundários, como o Paralabrax clathratus, podem seguir o mesmo caminho em breve. Uma reação em cadeia semelhante pode ocorrer se resíduos industriais ou esgoto forem despejados no oceano e envenenarem as algas. As florestas de algas ao longo da costa oeste também estão ameaçadas por espécies invasoras, como Strongylocentrotus purpuratus. Essa espécie se reproduz rapidamente e pode devorar algas de suas raízes em um ritmo alarmante, principalmente quando seus principais predadores, as estrelas-do-mar, são dizimados por uma doença chamada Síndrome da Perda de Estrelas-do-Mar. Se os ouriços Strongylocentrotus purpuratus comerem toda a alga, outros herbívoros morrerão de fome, e o Paralabrax clathratus certamente os seguirá, pois eles não podem ingerir os ouriços devido a seus exteriores espinhosos. Outra espécie invasora ao longo da costa da Califórnia e da Baixa Califórnia está causando estragos no “recrutamento” do Paralabrax clathratus, que é quando os filhotes recém-estabelecidos se mudam para seus habitats preferidos. Essa espécie é um tipo de macroalga chamada Sargassum horneri. Ela substituiu a alga gigante nativa Macrocystis pyrifera, que diminuiu substancialmente devido ao aumento da temperatura do oceano. Estudos demonstraram que o Paralabrax clathratus é trinta vezes mais abundante na M. pyrifera do que na S. horneri. Isso pode ser devido ao fato de que a S. horneri é mais curta e muito menos densa do que a M. pyrifera e oferece menos proteção contra predadores. A S. horneri também pode produzir substâncias químicas que impedem o Paralabrax clathratus ou suas presas. Como o Paralabrax clathratus passa todo o seu ciclo de vida no oceano, ele não é afetado pelas barragens nos rios. As reservas marinhas de não captura têm sido bem-sucedidas em ajudar a preservar sua abundância, pois eles raramente saem de suas áreas de origem.

## Taxonomia

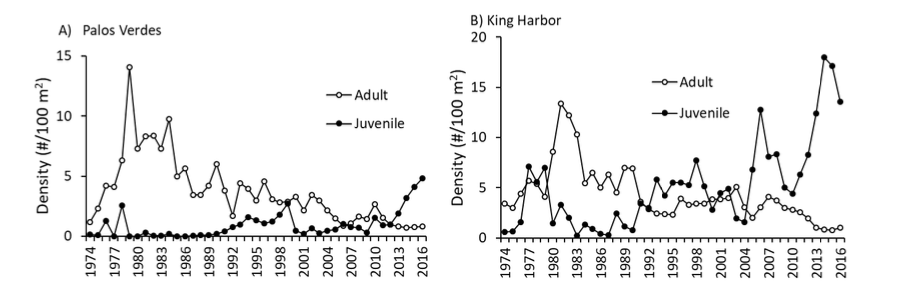
Densidade de Paralabrax clathratuss ao longo do tempo em Palos Verdes e King Harbor.

O Paralabrax clathratus foi descrito formalmente pela primeira vez em 1854 como Labrax clathratus pelo ictiólogo e herpetólogo francês Charles Frédéric Girard (1822-1895), com a localidade-tipo indicada como San Diego, Califórnia. O nome genérico Paralabrax [en] é um composto do grego para, que significa “o lado de”, e labrax, que significa um peixe como o Dicentrarchus labrax; o nome específico vem do  latim e significa “treliçado”, uma referência ao padrão dessa espécie.

## Usos
Antes da colonização, todas as espécies de robalo eram uma importante fonte de alimento para os povos indígenas da costa oeste dos Estados Unidos. O Paralabrax clathratus era um alimento básico particularmente vital para a tribo Chumash, que historicamente vivia ao longo da costa central da Califórnia. O Paralabrax clathratus é considerado um excelente alimento e há uma importante pescaria comercial no México. A espécie também é uma importante espécie para pescadores recreativos. Na Califórnia, não existe pesca comercial desse peixe. A espécie é explorada apenas pela pesca recreativa e é um dos peixes de caça mais procurados. Nos anos após a Segunda Guerra Mundial, o Paralabrax clathratus foi submetido a forte pressão da pesca esportiva. Sua pesca começou a se deteriorar até que, em 1953, foram introduzidos limites de tamanho e a proibição da venda da espécie. Desde então, a pesca se recuperou. Regulamentações mais rígidas continuaram a ajudar a proteger o Paralabrax clathratus. No sul da Califórnia, apenas 5 indivíduos de qualquer uma das três espécies de robalo que residem na costa podem ser pescados por pessoa por dia. Qualquer robalo com menos de 14 polegadas de comprimento deve ser solto de volta na água. Mesmo depois de solto, há evidências que sugerem que o Paralabrax clathratus permanece estressado por muitas horas após a captura. Os sintomas de estresse podem incluir níveis elevados de circulação de lactato, glicose e cortisol. Níveis elevados de lactato podem estar associados a maiores taxas de mortalidade após a soltura. É interessante notar que os indivíduos maiores tendem a se recuperar mais rapidamente e sofrem menos estresse quando são capturados e soltos.